# Borszewice Cmentarne
Borszewice Cmentarne – wieś w Polsce położona w województwie łódzkim, w powiecie łaskim, w gminie Łask.
W latach 1975–1998 miejscowość administracyjnie należała do województwa sieradzkiego.
Borszewice Cmentarne wraz z Borszewicami Kolejowymi i Borszewicami Kościelnymi tworzą jedno sołectwo.